# Fort van Bewcastle
Het Fort van Bewcastle (Latijn: Fanum Cocidi) was een Romeins fort in de Engelse plaats Bewcastle. Het fort lag ten noorden van de Muur van Hadrianus en was met een weg (Maiden Way) verbonden met het fort Banna (Birdoswald) op de muur. 
Uit de Latijnse naam van het fort (Het schrijn van Cocidius) blijkt dat het fort een bestaand heiligdom van de plaatselijke bevolking omsloot. De godheid Cocidius werd door de Romeinen gelijkgesteld met Mars en mogelijk werd het fort daar gebouwd om stammenbijeenkomsten te controleren.
In de tweede eeuw was het Cohors I Dacorum mil. eq. (een gemengd cohort met infanterie en cavalerie in dubbele bezetting met hulptroepen afkomstig uit Dacië) er gelegerd. Ook in de derde eeuw was er vermoedelijk een cohort in dubbele bezetting gelegerd. Tegen 400, voor de Muur van Hadrianus werd opgegeven, was het fort van Bewcastle al verlaten.
Rond 1092 werd in een hoek van het voormalige fort het kasteel Bewcastle gebouwd, waarbij gebruik werd gemaakt van de Romeinse stenen. Tevens bevindt zich binnen de oude fortmuren de kerk van Sint-Cuthbert.

## Galerij

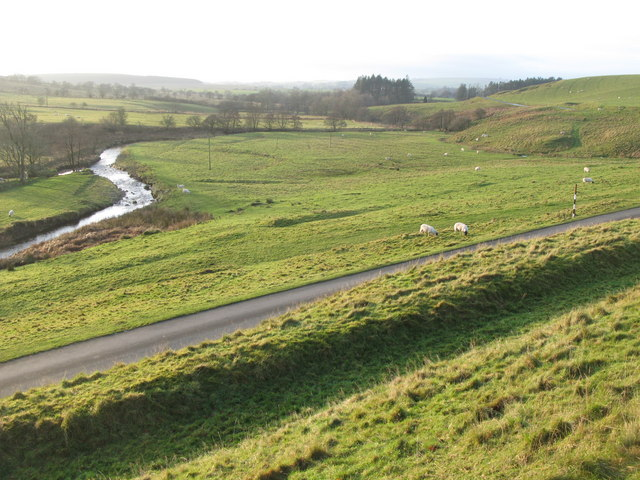
Resten van de muur en de greppel rond het fort
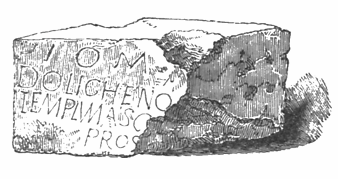
Inscriptie op een steen uit de Jupitertempel in Bewcastle
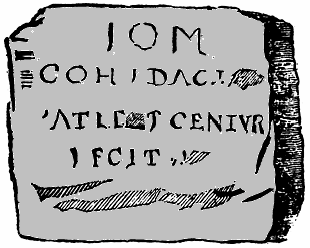
Jupiteraltaar met inscriptie van het Cohors I Dacorum